# Toci

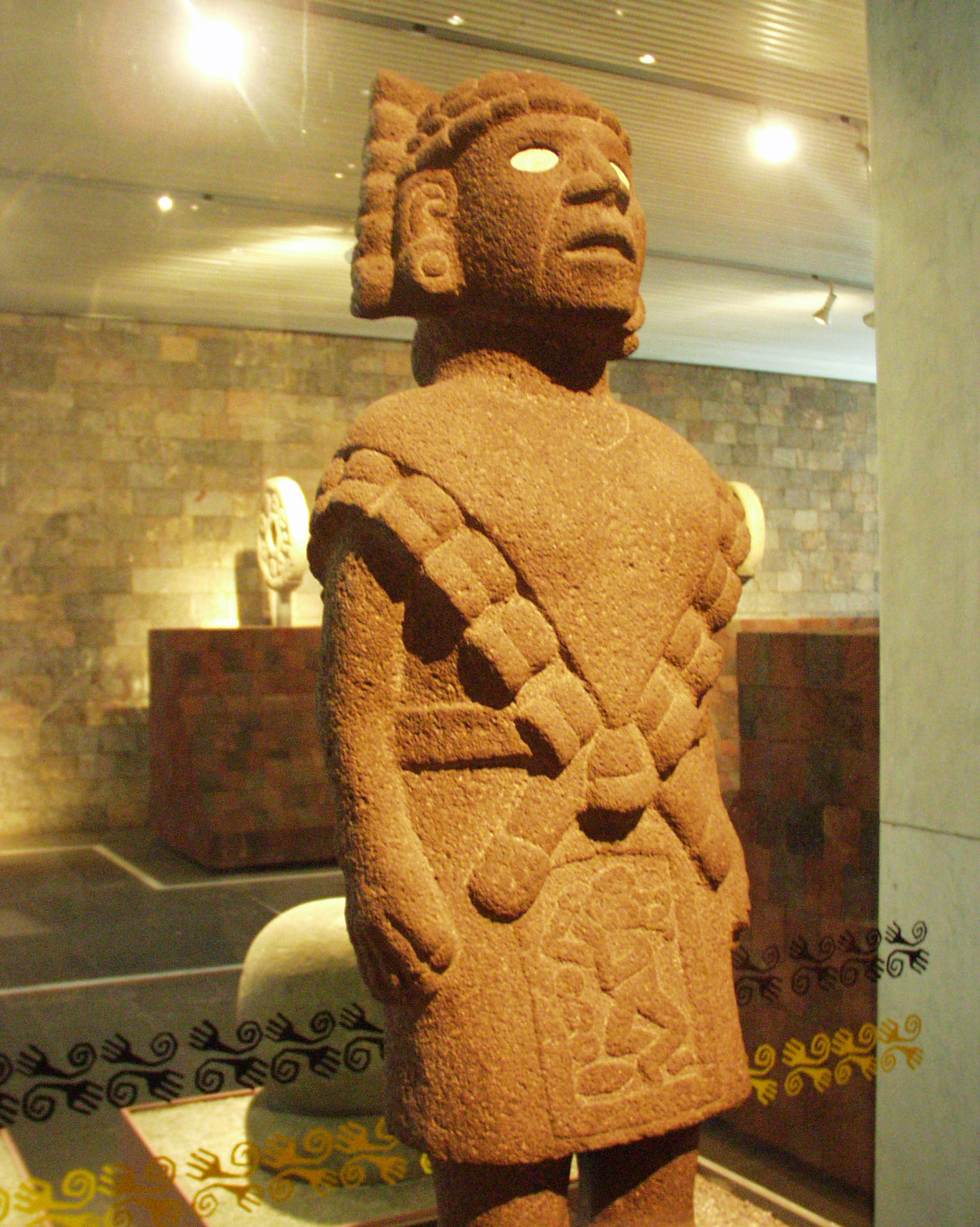
Toci

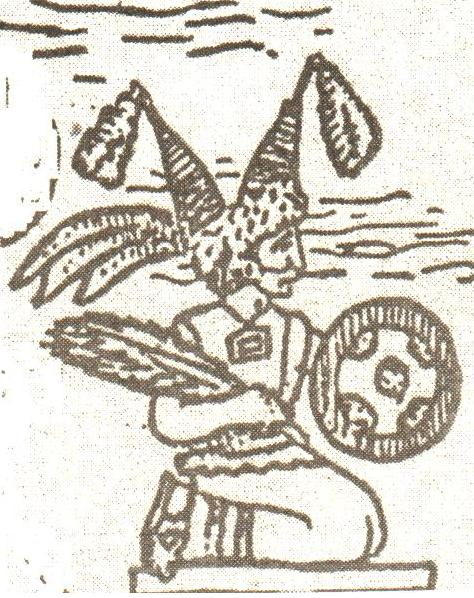
Toci

Toci (nom nahuatl qui signifie To « nôtre » Citli « grand-mère »), appelée Tetevinan, Teteoinnan par les dieux, dans la mythologie aztèque, est la patronne des devins, des médecins, des peintres, et des professeurs. Elle est la protectrice des bains temazcal (appelée Temazkaltezi), la protectrice de la propreté, de la maternité. Cette déesse était représentée comme une vieille femme, avec un visage à demi blanc, soutenue par un balai et habillée de blanc. Quelques sources affirment que Huitzilopochtli a accordé la divinité à la fille du roi de Culhuacan après avoir été sacrifiée sur ordre du dieu. Elle est la déesse de la maternité.